# 阿彌陀經

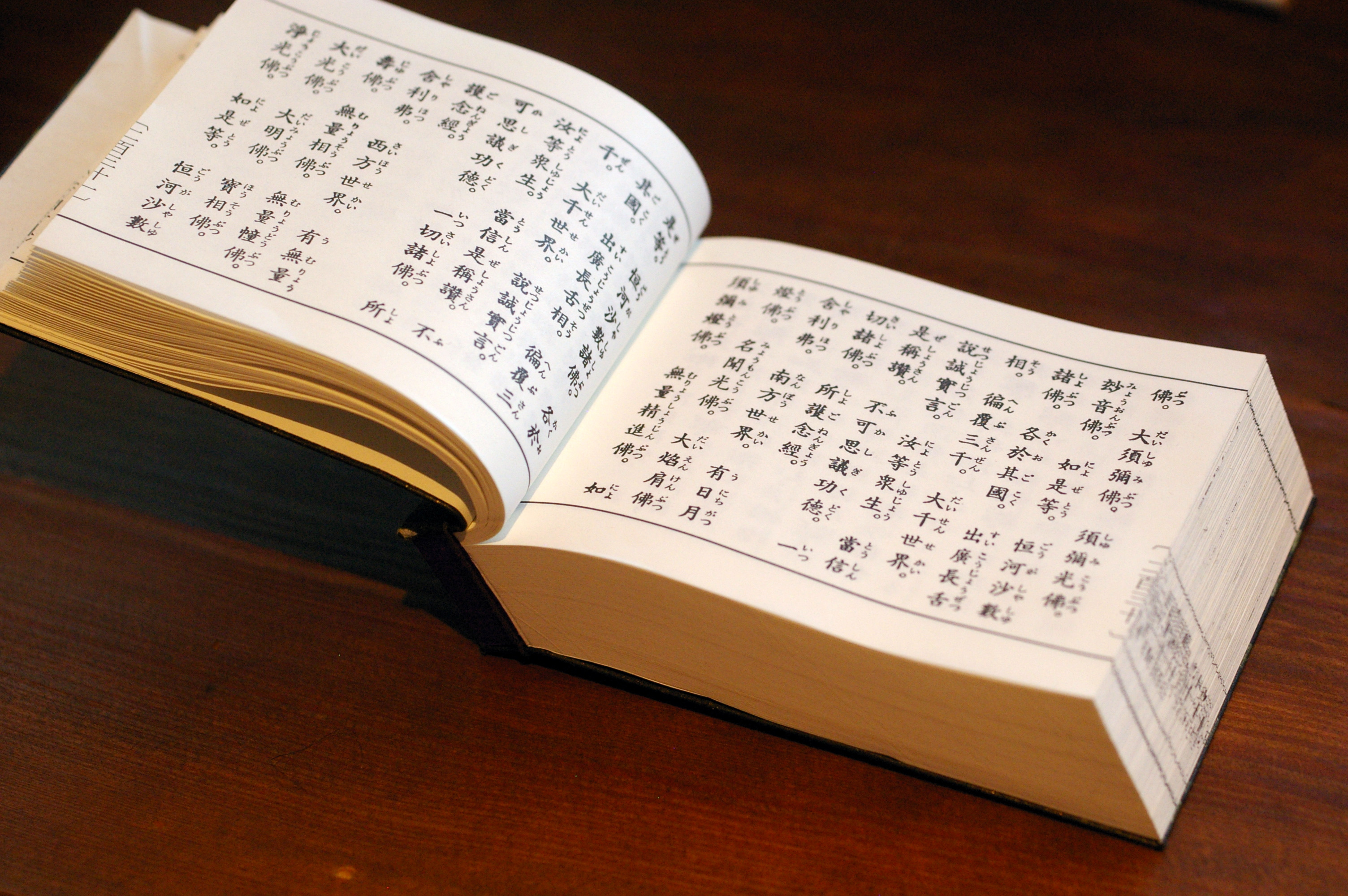
鳩摩羅什译版《佛說阿彌陀經》

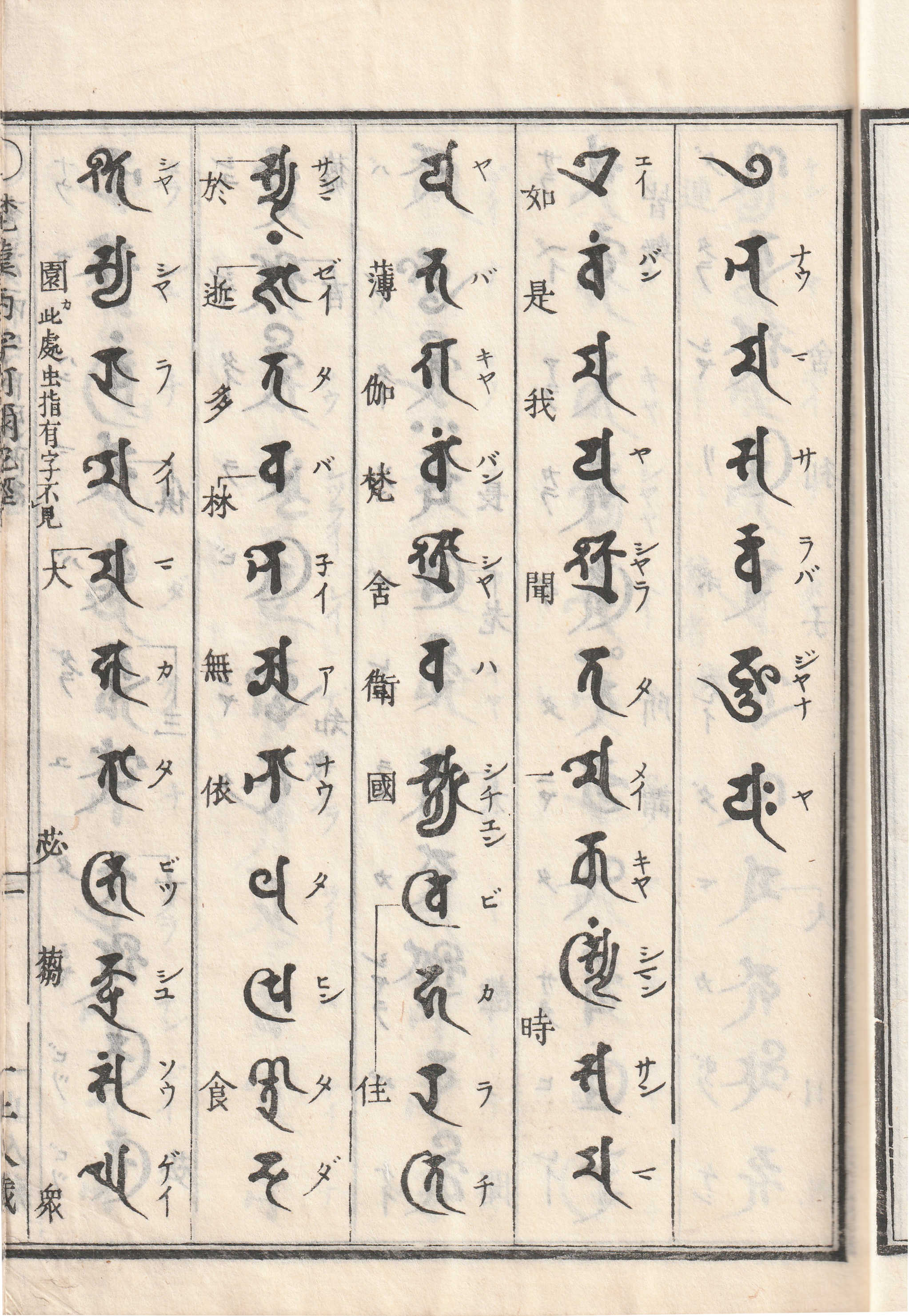
《梵漢阿彌陀經》1773年

《阿彌陀經》（梵：Sukhāvatī-vyūha；Amitābha sūtra(अमिताभ सूत्र)）或稱《小無量壽經》、《稱讚淨土佛攝受經》，大乘佛教經典之一，為中國淨土宗所尊崇，被列為淨土三經之一。此經是釋迦牟尼佛在舍衛國的祇園精舍所宣説的，是少數非由佛陀弟子提問，而不問自說的經典。

## 内容
此經於前半段宣説西方極樂世界的種種莊嚴，以及阿彌陀佛佛號的來源與意義；其後說明釋迦牟尼佛勸導眾生，念誦阿彌陀佛的名號來往生西方極樂世界；最後以東南西北下上等六方諸佛亦勸導眾生相信阿彌陀佛及其極樂世界作結束。

## 漢文版本
在中国佛教史上，《阿彌陀經》有六种汉译，其中被《大正新修大藏经》收录的版本分别为：
| 朝代 | 譯者       | 名稱                 | 大正藏·寳積部下中位置 | 備注                                         |
| ---- | ---------- | -------------------- | --------------------- | -------------------------------------------- |
| 姚秦 | 鸠摩罗什   | 《佛説阿彌陀經》     | 第十二部·第三六六卷   | 廣泛流傳於東亞各國                           |
| 唐   | 玄奘       | 《稱讚淨土佛攝受經》 | 第十二部·第三六七卷   |                                              |
| 劉宋 | 求那跋陀羅 | 《小無量壽經》       | 第十二部·第三六八卷   | 佚，僅存拔一切業障根本的得生净土神咒及利益文 |

## 歷代註解
| 註解                     | 卷數 | 朝代 | 作者           |
| ------------------------ | ---- | ---- | -------------- |
| 《阿彌陀經義記》         | 1    | 隋朝 | 智顗           |
| 《阿彌陀經義述》         | 1    | 唐朝 | 慧淨           |
| 《阿彌陀經疏》           | 1    | 唐朝 | 慈恩窺基       |
| 《阿彌陀經通贊疏》       | 3    | 唐朝 | 慈恩窺基       |
| 《佛說阿彌陀經疏》       | 1    | 唐朝 | 元曉（新羅）   |
| 《佛說阿彌陀經疏》       | 1    | 宋朝 | 智圓           |
| 《佛說阿彌陀經義疏》     | 1    | 宋朝 | 元照           |
| 《佛說阿彌陀經句解》     | 1    | 元朝 | 性澄           |
| 《彌陀圓中鈔》           |      | 明朝 | 幽溪傳燈       |
| 《佛說阿彌陀經略解》     | 1    | 明朝 | 大佑           |
| 《阿彌陀經略解圓中鈔》   | 2    | 明朝 | 大佑           |
| 《佛說阿彌陀經疏鈔》     | 4    | 明朝 | 蓮池祩宏       |
| 《阿彌陀經疏鈔事義》     | 1    | 明朝 | 蓮池祩宏       |
| 《阿彌陀經疏鈔問辯》     | 1    | 明朝 | 蓮池祩宏       |
| 《阿彌陀經疏鈔演義》     | 4    | 明朝 | 雲棲古德       |
| 《佛說阿彌陀經要解》     | 1    | 明末 | 蕅益智旭       |
| 《阿彌陀經疏鈔擷》       | 1    | 清朝 | 徐槐廷         |
| 《阿彌陀經已決》         | 1    | 明朝 | 大惠           |
| 《阿彌陀經要解便蒙鈔》   | 3    | 清朝 | 達默           |
| 《佛說阿彌陀經略註》     | 1    | 清朝 | 續法           |
| 《阿彌陀經註》           | 1    | 清朝 | 鄭澄德、鄭澄源 |
| 《阿彌陀經約論》         | 1    | 清朝 | 彭際清         |
| 《佛說阿彌陀經直解正行》 | 1    | 清朝 | 了根           |
| 《佛說阿彌陀經摘要易解》 | 1    | 清朝 | 真嵩           |

## 影響
此經所提倡的念佛法門簡單容易，提升念佛風氣，廣泛流傳於漢字文化圈，如日本、朝鮮半島、台灣、越南等地。
在中國，由唐代善導大師開創了淨土宗。淨土宗在中國逐漸傳播，最後成為與禪宗並列為中國佛教主要的兩大宗派。
在日本，法然法師也創立了日本的淨土宗。之後更有法然的徒弟親鸞開創的淨土真宗（又稱一向宗）、一遍開創的時宗以及良忍開創的融通念佛宗等。

## 參閲
- 西方極樂世界
- 阿彌陀佛
- 觀音菩薩
- 大勢至菩薩
- 淨土五經一論
- 無量壽經
- 觀無量壽佛經
- 阿彌陀鼓音聲王陀羅尼經
- 阿弥陀秘释

## 外部連結
- 《阿彌陀經》梵本英譯 （页面存档备份，存于）
- 《佛說阿彌陀經》英文譯本，線上閱讀，全文內容 （页面存档备份，存于）
- 《佛說阿彌陀經淺釋》線上閱讀，全文內容 （页面存档备份，存于）
- 《佛說阿彌陀經》 （页面存档备份，存于）
- 《佛說阿彌陀經》白話 （页面存档备份，存于）
- CBETA 線上閱讀 （页面存档备份，存于）
- 漢文大藏經 （页面存档备份，存于）